# Common Cold Unit
La Common Cold Unit (CCU, en français l'Unité du rhume) ou Common Cold Research Unit ( CCRU ) est une unité du British Medical Research Council qui a entrepris des recherches en laboratoire et épidémiologiques sur le rhume entre 1946 et 1989 et qui a produit 1 006 articles. La CCU a étudié l'étiologie, l'épidémiologie, la prévention et le traitement du rhume. Elle s'est installée sur le site du Harvard Hospital, un ancien hôpital militaire situé à Harnham Down près de Salisbury dans le Wiltshire. Les rhumes qui n'avaient pas de remèdes avaient un poids économique importants en termes d'arrêts de maladie.
Trente volontaires ont été nécessaires tous les quinze jours pendant les périodes d'essai. L'unité faisait de la publicité dans les journaux et les magazines pour recruter des bénévoles, qui recevaient une petite somme. Un séjour dans l'unité était présenté dans ces publicités comme une opportunité de vacances insolite. Les volontaires étaient infectés par des préparations de virus du rhume et restaient généralement dix jours. Ils étaient hébergés en petits groupes de deux ou trois, chaque groupe étant strictement isolé des autres pendant la durée du séjour. Les volontaires étaient autorisés à se promener dans la campagne au sud de Salisbury, mais les zones résidentielles étaient interdites.
Les coronavirus humains, responsables d'environ 10 % des rhumes, ont été isolés pour la première fois chez des volontaires de l'unité en 1965. Le CCU a continuellement recruté des volontaires pour la recherche sur le rhume jusqu'à sa fermeture en 1990. Le directeur final fut David Tyrrell, dont l'autobiographie décrit son travail au CCU à partir de 1957.
La CCU était parfois confondue avec l'établissement de recherche microbiologique situé à proximité de Porton Down, une unité militaire avec laquelle elle collaborait occasionnellement mais n'était pas officiellement connectée.

## Histoire
La compréhension actuelle du rhume a commencé en 1914, lorsque le Dr Walther Kruse (en) a montré que les sécrétions nasales des personnes atteintes d'un rhume pouvaient être filtrées pour les débarrasser des bactéries et que l'inoculation de ces lavages filtrés dans le nez des receveurs provoquait la même maladie. Christopher Andrewes (en) et David Tyrrell ont peaufiné ces expériences au Harvard Hospital, de Salisbury, en Angleterre. Vers 1946, cet hôpital est devenu la Common Cold Unit du Medical Research Council. L'unité de recherche sur le rhume a été créée par le Medical Research Council après que le Dr Andrewes ait promu l'idée de recherches sur des volontaires et persuadé les autorités de créer la station de recherche.

## Découvertes
Le premier coronavirus (B814) a été découvert dans les lavages d’un garçon présentant des symptômes typiques du rhume en 1960, lors de l’étude menée par le virologue David Tyrrell à la CCU. Après que les lavages aient été inoculés à des volontaires et testés pour détecter les virus connus, aucun n'a été trouvé. Une publication sur le premier coronavirus humain a été publiée dans le BMJ en 1965. Plus tard, le virologue June Almeida a photographié le virus pour la première fois et un groupe de huit virologues, dont June Almeida, l'a nommé coronavirus dans leur publication en 1968.

## Résultats
Pendant les 43 ans d'existence de la CCU, des milliers de volontaires ont participé à des recherches, inoculés avec des virus du rhume ou faisant partie d'un groupe témoin, mais aucun remède contre le rhume n'a été trouvé. Certains composés actifs contre les rhinovirus in vitro, n'ont pas démontré d'efficacité clinique. Les interférons alpha et bêta administrés par voie intranasale avant la provocation virale se sont avérés efficaces en tant qu'agents prophylactiques, mais ils étaient plus efficaces en prophylaxie qu'en traitement et avaient des effets secondaires locaux, de sorte qu'ils n'ont pas été utilisés par la suite dans la pratique courante contre les virus du rhume. Les recherches menées par l'CCU ont amélioré la compréhension des virus respiratoires, de leur cycle de vie et des vaccins possibles.